# Литовская советская энциклопедия
Литовская советская энциклопедия (ЛСЭ, лит. Lietuviškoji tarybinė enciklopedija, LTE) — энциклопедия на литовском языке, выпущенная в 1976—1985 годах. Состоит из 12 томов и тома с дополнениями.
Издание осуществлено республиканским издательством Главная редакция энциклопедий, главный редактор издания — Й. Зинкус. Тираж каждого тома — 75 тысяч экземпляров. Предшественником этой энциклопедии была Малая литовская советская энциклопедия (MLTE), выпущенная издательством «Минтис» в 1966—1975 годах и состоящая из трёх томов (тираж каждого — 60 тысяч экземпляров) и дополнительного тома с алфавитным указателем (тираж — 8 тысяч экземпляров).
Цель — подать информацию так, 

чтобы она образовала систему знаний о мире, помогающую формировать научно-материалистическое мировоззрение, воспитывать социалистический интернационализм, советский патриотизм.
Оригинальный текст (лит.)sudarytų žinių apie pasaulį sistemą, padedančią formuoti mokslinę materialistinę pasaulėžiūrą, ugdyti socialistinį internacionalizmą, tarybinį patriotizmą.

После неё была выпущена Энциклопедия Советской Литвы (TLE), которая издавалась с 1985 по 1988 год и состоит из 4 томов, тираж каждого тома — 100 тысяч экземпляров.
LTE считается предшественницей современной Универсальной литовской энциклопедии (VLE), которая издавалась с 1996 до 2014 года и состоит из 25 томов (в 2015 году выпущен ещё один том с дополнениями; общий объём — более 18 000 страниц).

## Изданные тома
- 1976, T. 1: A-Bangis, 640 стp., [13] геогр. карт
- 1977, T. 2: Bangladešas-Demokratinis, 640 стp., [4] геогр. карты
- 1978, T. 3: Demokratinis — Garibaldžio, 640 стр., [8] иллюстр. листов
- 1978, T. 4: Gariga-Jančas, 639, [1] стp., [6] геогр. карт
- 1979, T. 5: Janenka-Kombatantai, 640 стp., [7] геогр. карт
- 1980, T. 6: Kombinacija-Lietuvos, 640 стp., [7] геогр. карт
- 1981, T. 7: Lietuvos-Mordvių, 640 стp.
- 1981, T. 8: Moreasas-Pinturikjas, 640 стp., [3] иллюстр. листов
- 1982, T. 9: Pintuvės-Samneris, 640 стp., [5] геогр. карт
- 1983, T. 10: Samnitai-Šternbergas, 640 стp., [4] геогр. карты
- 1983, T. 11: Šternbergo-Vaisius, 640 стp., [10] геогр. карт
- 1984, T. 12: Vaislapėlis-Žvorūnė, 635 стр., [6] геогр. карт
- 1985, Papildymai (Дополнения). A-Ž, 640 стр.